# 4395 Danbritt
4395 Danbritt este un asteroid din centura principală, descoperit pe 2 martie 1981 de Schelte Bus.